# Oratorio di San Giuseppe (Viareggio)
L'oratorio di San Giuseppe è un luogo di culto cattolico edificato a Viareggio nel 1852 su progetto di Giuseppe Gemignani, per volontà di Sant'Antonio Maria Pucci, all'epoca parroco di Sant'Andrea gestito dall'ordine religioso dei Servi di Maria. L'oratorio era a servizio della confraternita religiosa "Pia Unione dei Figli di San Giuseppe" da lui stesso fondata.
Oggi, pur costituendo sempre una chiesa sussidiaria della parrocchia, non è più utilizzata per il culto, ma per altre attività quali ad esempio la mensa dei poveri, mercatini di beneficenza, incontri e dibattiti.
Nel 2006 la parrocchia decise di ristrutturare l'oratorio finanziando i lavori con la vendita di un immobile di sua proprietà, sede dello storico cinema d'essai "Centrale", suscitando polemiche in città. Alla fine il comune pose il vincolo sulla destinazione d'uso dell'immobile e il progetto non si concretizzò.